# Lochotínský park

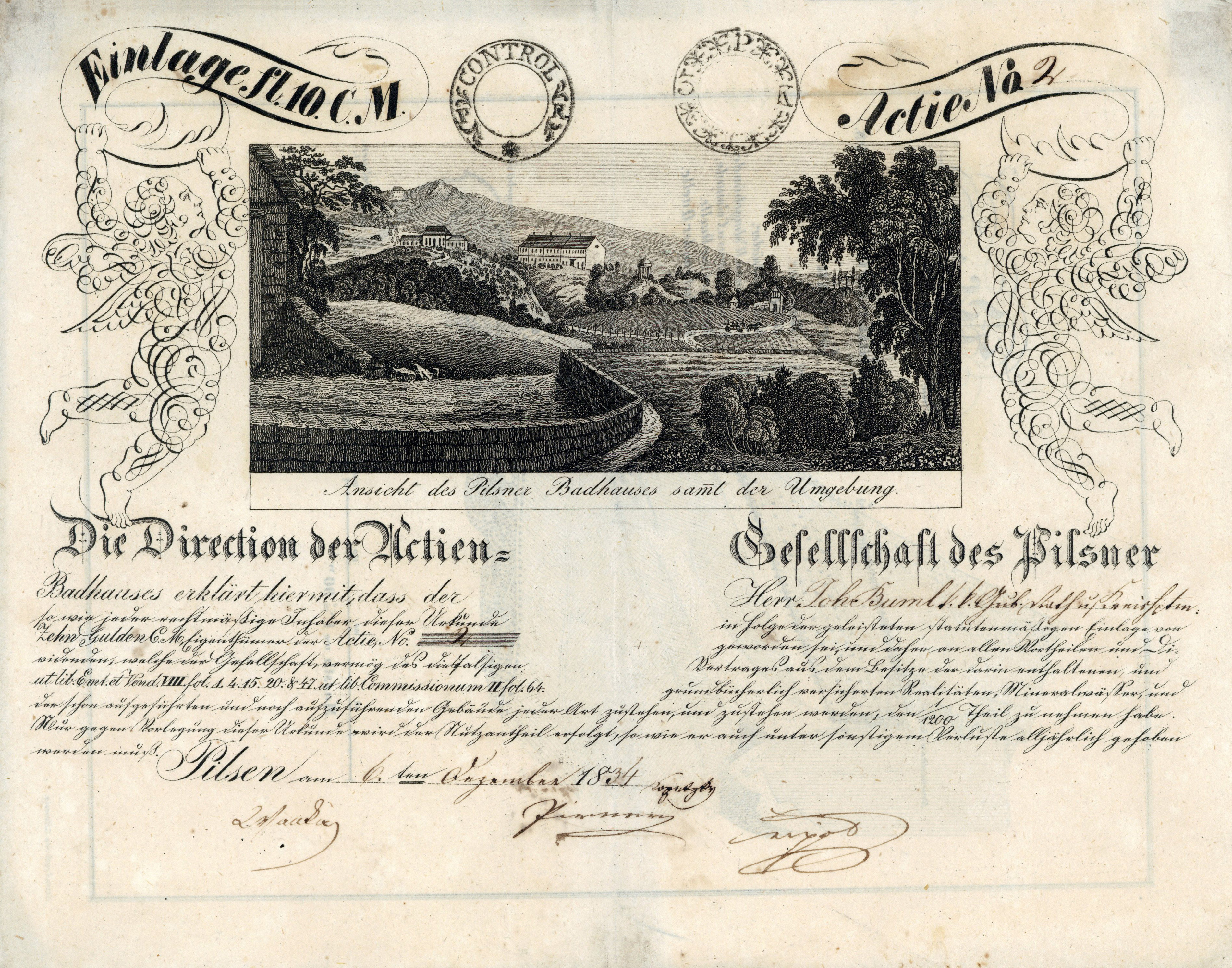
Akcie společnosti Actien-Gesellschaft des Pilsner Badhauses (Akcijní společnost plzeňských lázních) na 10 zlatých, vydaná v Plzni, dne 6. prosince 1834. Lázeňský dvoukřídlý dům (dnes Lochotínský pavilón) vyobrazený na akcii, původně sloužil pro pitné kúry a bahenní a vodní koupele.

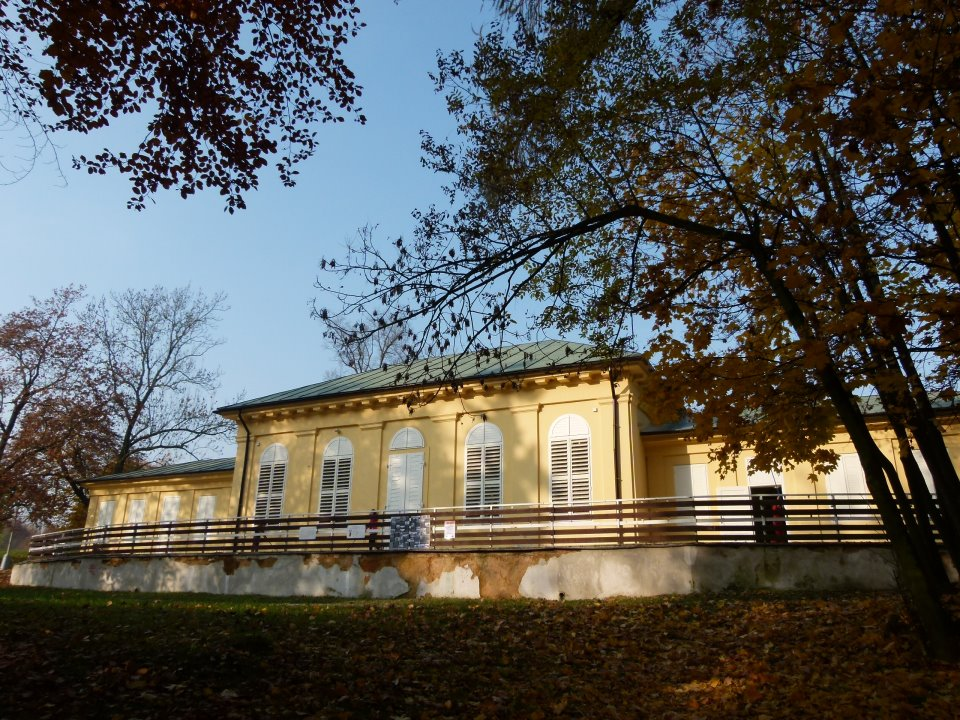
Lochotínský pavilonek v parku na podzim 2011

Lochotínský park je nejstarší park v Plzni, nacházející se v Městském obvodu Plzeň 1. V 19. století byl Lázeňským centrem staré Plzně a místem vlasteneckých setkání. Park navštívili i Bedřich Smetana a Josef Kajetán Tyl.

## Historie

### Výstavba
V roce 1828 byl posledním královským purkmistrem Plzně jmenován Martin Kopecký. Se svými přáteli založil okrašlovací akciovou společnost pro výstavbu lázeňského komplexu na Lochotíně, nejstarší svého druhu v Čechách. V roce 1832 se započalo s úpravou parku, postupně byly budovány lázeňské stavby. Tehdy přispěl na koupi pozemku také nejvyšší purkrabí českého království hrabě Karel Chotek. Rok poté již byly lázně v provozu, zprovozněny byly pitné kúry a bahenní a vodní koupele. Místo se stalo centrem společenského dění, zábav a českého vlasteneckého života.
V roce 1841 – pouhý rok po Praze – se zde například konal první český ples v Plzni, o tři roky později byla v lázních zřízena ryze česká knihovna a čítárna časopisů.

### Prodej
Lochotínské lázně ale příliš nevynášely a proto byly v roce 1849 odprodány Měšťanskému pivovaru, který komplex celkem úspěšně spravoval až do znárodnění. V letech 1888-89 byl přistavěn k budově restaurace stavitelem Klotzem tzv. Císařský sál. Stavba, vybavená moderním plynovým osvětlením, proslula vynikající akustikou. Lázeňské služby se v areálu poskytovaly až do začátku 2. světové války, poté objekty sloužily německé armádě coby lazaret a následně ještě plzeňským pionýrům i kultuře a oddechu.

### Úpadek
První vzala za své noblesní kamenná lázeňská kolonáda v pseudoklasicistním stylu, zvaná templ. K lázním jezdil nejprve dostavník, od roku 1899 pak revoluční novinka "tramway hnaná silou elektrickou" od Františka Křižíka. I když byly tramvaje po válce nahrazeny trolejbusy, na Lochotín se 1. září 1980 vrátily. V roce 1979 byly při rozšiřování Karlovarské třídy zbořeny Císařský sál s restaurací i tropický skleník. Kopeckého pramen, vytékající v areálu nedaleké nemocnice, byl navíc při stavbě sídliště Vinice sveden do kanalizace.

## Současnost
V roce 1984 byla lokalita pro svůj přírodovědecký a kulturně historický význam prohlášena chráněným územím a od roku 1997 je v kategorii přírodní památka. Lochotínský park je registrován jako významný krajinný prvek (VKP) a jako součást městské památkové zóny Lochotín. Z kdysi věhlasného střediska Plzně, z léčivých lázní, zůstalo dodnes jen pár drobných připomínek, například Lochotínský pavilonek (sloužící v minulosti pro lázeňské procedury i pro plesy a bály), hudební pavilonek, pomník purkmistra Martina Kopeckého nebo sedátko u studánky. Přístup do parku tvoří památná alej Kilometrovka a také Lochotínská alej s kdysi cenným topolem bílým.

### Obnovení Chotkova sedátka

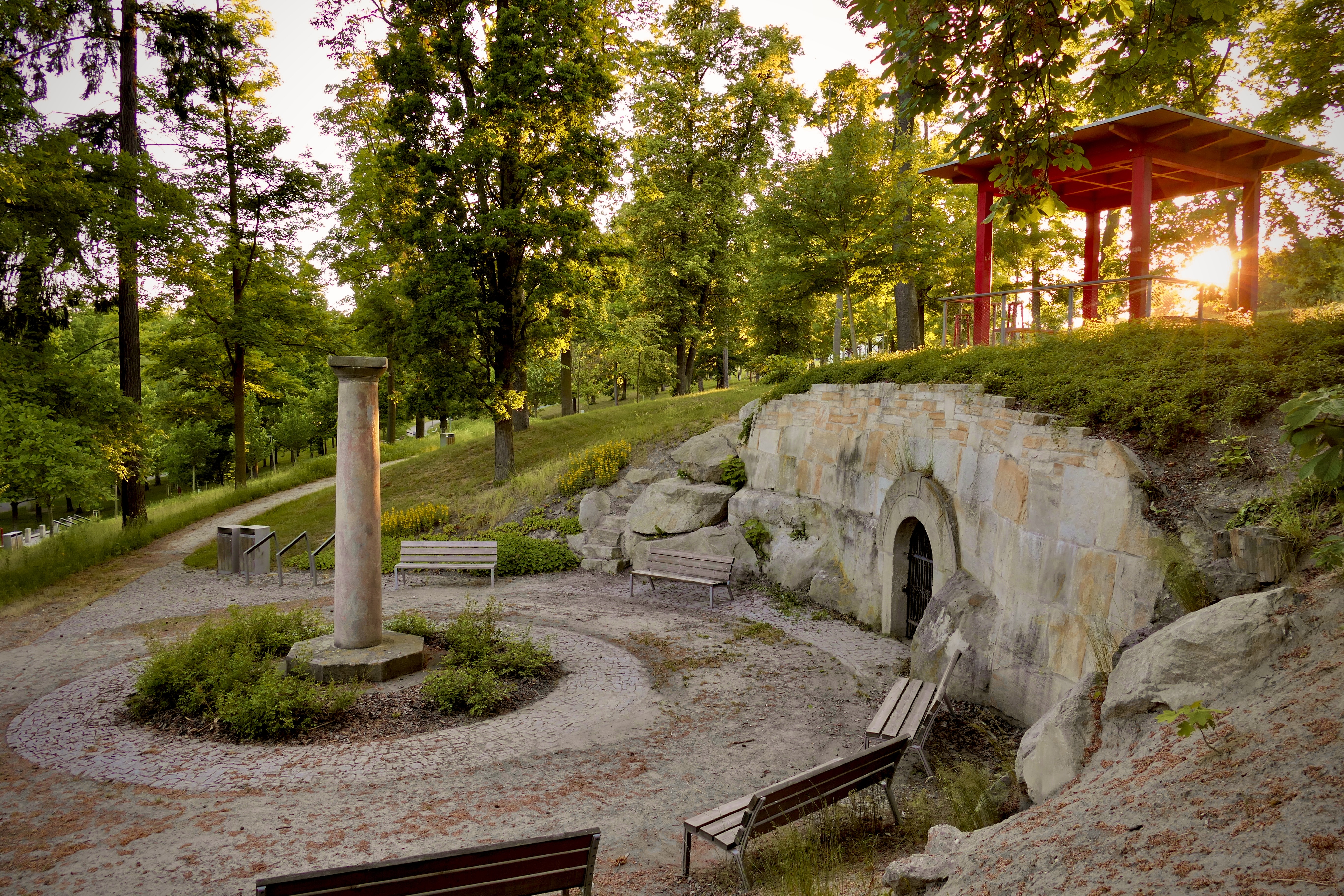
Jeskyně v Lochotínském parku s altánem Chotkovo sedátko

Začátkem roku 2012 uspěla platforma Maják Plzně s projektem „Dýchejme za park na Lochotíně“ v grantovém programu Vpohybu u Nadace Vodafone a získala tak pro park finanční prostředky. Díky tomu a za výrazné podpory města Plzně a dalších partnerů získal Lochotínský park nazpět jeden ze svých původních klenotů, tzv. Chotkovo sedátko, tentokrát v podobě ryze moderní. Altánek byl slavnostně otevřen 9. září 2012 divadelním představením „Chotek a Lochota a jejich ochota“.